# Enzo Gaier
Enzo Gaier (* 5. Juni 2002 in Wien) ist ein österreichischer Schauspieler und Musiker.

## Leben
Enzo Gaier wurde als erstes von fünf Kindern geboren. Er lernte Geige und sang im Kinderchor der Volksoper Wien. Sein Filmdebüt gab er 2012 im Kinofilm Das Pferd auf dem Balkon von Regisseur Hüseyin Tabak, in dem er an der Seite von Nora Tschirner und Andreas Kiendl die Hauptrolle spielte. Für seine Darstellung des am Asperger-Syndrom leidenden Mika wurde er mit dem Goldenen Spatz 2013 als bester Darsteller ausgezeichnet.
Im Fernsehfilm Nicht ohne meinen Enkel mit Thekla Carola Wied als Franziska spielte er 2013 ihren Enkel Tobias. In Die Stille danach verkörperte er 2016 die Rolle des 14-jährigen Felix Rom, der an seiner Schule einen Amoklauf begeht. In der ORF/ZDF-Heimatfilmreihe bestehend aus Die Fremde und das Dorf (2014) und Ein Geheimnis im Dorf – Schwester und Bruder (2016) verkörperte er die Rolle des Franzi. 2016 stand er für Dreharbeiten zum dritten Teil Treibjagd im Dorf vor der Kamera. 2017 drehte er für die ORF/ARD-Filmkomödie Dennstein & Schwarz – Sterben macht Erben. Im Kurzspielfilm Der Ausflug verkörperte er an der Seite von David Oberkogler die männliche Hauptrolle, der Film wurde im März 2018 auf der Diagonale gezeigt.
Seine Schwester Zita Gaier (* 2006) ist ebenfalls Schauspielerin, sie spielte 2016 die Hauptrolle in der Verfilmung des Romans Maikäfer flieg!. Sein Bruder Lino Gaier verkörpert seit 2018 in der Fernsehserie Meiberger – Im Kopf des Täters die Rolle von Patrick Meiberger.
2021 erfolgte mit der Single Zeit vergessen in Zusammenarbeit mit Bibiza sein Debüt als Musiker. An weiteren Veröffentlichungen von Bibiza und anderen Musikern wie Makko, Tym oder Gabriel Vitel wirkte er als Musikproduzent mit.
Aktuell absolviert Gaier eine Ausbildung zum Tontechniker. Außerdem spielt er Konzerte als Gitarrist.

## Filmografie
- 2012: Das Pferd auf dem Balkon
- 2013: Nicht ohne meinen Enkel
- 2014: Die Fremde und das Dorf
- 2015: Kleine große Stimme
- 2016: Die Kinder der Villa Emma
- 2016: Ein Geheimnis im Dorf – Schwester und Bruder
- 2016: Die Stille danach
- 2017: Treibjagd im Dorf
- 2018–2020: Dennstein & Schwarz (Fernsehreihe)
  - 2018: Sterben macht Erben
  - 2019: Pro bono, was sonst!
  - 2020: Rufmord
- 2018: Der Ausflug (Kurzfilm)
- 2018: Meiberger – Im Kopf des Täters
- 2019: Blind ermittelt – Das Haus der Lügen (Alternativtitel: Der Feuerteufel von Wien)
- 2022: Alles finster (Fernsehserie)
- 2022: SOKO Donau/SOKO Wien – Grenzen (Fernsehserie)

## Diskografie

### Singles
- 2021: Zeit vergessen (Bibiza & Enzo Gaier)
- 2021: Finger weg (Bibiza & Enzo Gaier)
- 2022: Eiszeit (Captain Style, JJunior & Enzo Gaier)
- 2022: Don't stop (Savi Kaboo & Enzo Gaier)

### Als Produzent
- 2023: Pueblo, von Makko auf Lieb Mich Oder Lass Es Pt. 1 (BMG)
- 2024: All I want, von Gabriel Vitel (Sorry Not Sorry)
- 2025: You're devine, von Gabriel Vitel (Sorry Not Sorry)

## Auszeichnungen
- 2013: Goldener Spatz als bester Darsteller